# Herrarnas värja vid olympiska sommarspelen 1992
Herrarnas värja-tävling i de olympiska fäktningstävlingarna 1992 i Barcelona avgjordes den 31 juli.

## Medaljörer
| Event         | Guld              | Silver               | Brons                   |
| Värja, herrar | Éric Srecki (FRA) | Pavel Kolobkov (EUN) | Jean-Michel Henry (FRA) |

## Resultat
| Placering | Fäktare              | Land            |
| --------- | -------------------- | --------------- |
| 1         | Éric Srecki          | Frankrike       |
| 2         | Pavel Kolobkov       | OSS             |
| 3         | Jean-Michel Henry    | Frankrike       |
| 4         | Kaido Kaaberma       | Estland         |
| 5         | Elmar Borrmann       | Tyskland        |
| 6         | Angelo Mazzoni       | Italien         |
| 7         | Mauricio Rivas       | Colombia        |
| 8         | Iván Kovács          | Ungern          |
| 9         | Robert Felisiak      | Tyskland        |
| 10        | Péter Vánky          | Sverige         |
| 11        | Andrej Sjuvalov      | OSS             |
| 12        | Serhij Kravtjuk      | OSS             |
| 13        | Krisztián Kulcsár    | Ungern          |
| 14        | Laurie Shong         | Kanada          |
| 15        | Maurizio Randazzo    | Italien         |
| 16        | Aleš Depta           | Tjeckoslovakien |
| 17        | Olivier Lenglet      | Frankrike       |
| 18        | Danek Nowosielski    | Kanada          |
| 19        | Robert Davidson      | Australien      |
| 20        | Roberto Lazzarini    | Brasilien       |
| 21        | Jiří Douba           | Tjeckoslovakien |
| 22        | Jean-Marc Chouinard  | Kanada          |
| 23        | Fernando de la Peña  | Spanien         |
| 24        | Robert Marx          | USA             |
| 25        | Adrian Pop           | Rumänien        |
| 26        | Sandro Cuomo         | Italien         |
| 27        | Lee Sang-Gi          | Sydkorea        |
| 28        | Thomas Lundblad      | Sverige         |
| 29        | Arnd Schmitt         | Tyskland        |
| 30        | Jang Tae-Seok        | Sydkorea        |
| 31        | Olivier Jacquet      | Schweiz         |
| 32        | Sławomir Nawrocki    | Polen           |
| 33        | Kim Jeong-Gwan       | Sydkorea        |
| 34        | Michael O'Brien      | Irland          |
| 35        | Roman Ječmínek       | Tjeckoslovakien |
| 36        | Gabriel Pantelimon   | Rumänien        |
| 37        | Maciej Ciszewski     | Polen           |
| 38        | Raúl Maroto          | Spanien         |
| 39        | Viktor Zuikov        | Estland         |
| 40        | André Kuhn           | Schweiz         |
| 41        | Rafael di Tella      | Argentina       |
| 42        | Ferenc Hegedűs       | Ungern          |
| 43        | Jon Normile          | USA             |
| 44        | Juan Miguel Paz      | Colombia        |
| 45        | Gavin McLean         | Nya Zeeland     |
| 46        | Ulf Sandegren        | Sverige         |
| 47        | Mohamed Al-Hamar     | Kuwait          |
| 48        | Manuel Pereira       | Spanien         |
| 49        | Cornel Milan         | Rumänien        |
| 50        | Wong James           | Singapore       |
| 51        | Norikazu Tanabe      | Japan           |
| 52        | Handry Lenzun        | Indonesien      |
| 53        | Steven Paul          | Storbritannien  |
| 54        | Scott Arnold         | Australien      |
| 55        | Chris O'Loughlin     | USA             |
| 56        | Witold Gadomski      | Polen           |
| 57        | Daniel Lang          | Schweiz         |
| 58        | Zahi El-Khoury       | Libanon         |
| 59        | Lucas Zakaria        | Indonesien      |
| 60        | Rui Frazão           | Portugal        |
| 61        | Luciano Finardi      | Brasilien       |
| 62        | José Bandeira        | Portugal        |
| 63        | Francisco Papaiano   | Brasilien       |
| 64        | Michel Youssef       | Libanon         |
| 65        | Tan Ronald           | Singapore       |
| 66        | José Marcelo Álvarez | Paraguay        |
| 67        | Dario Torrente       | Sydafrika       |
| 68        | Enzo da Ponte        | Paraguay        |
| 69        | Trevor Strydom       | Sydafrika       |
| 70        | Hein van Garderen    | Sydafrika       |